# بيل شولتز (لاعب كرة قدم أمريكية)
بيل شولتز (بالإنجليزية: Bill Schultz)‏ هو لاعب كرة قدم أمريكية أمريكي، ولد في 1 مايو 1967 في غرناطة هيلز ‏ في الولايات المتحدة.

## وصلات خارجية
- بيل شولتز على موقع مرجع كرة القدم المحترفة.كوم (الإنجليزية)